# Coelestin II. (Papst)
Coelestin II., ursprünglich Guido di Castello, deutsch Guido von Città di Castello, († 8. März 1144) war Papst vom 26. September 1143 bis zum 8. März 1144. Seine Amtszeit dauerte nur fünf Monate und 13 Tage, begraben wurde er im Lateran.

## Leben und Wirken

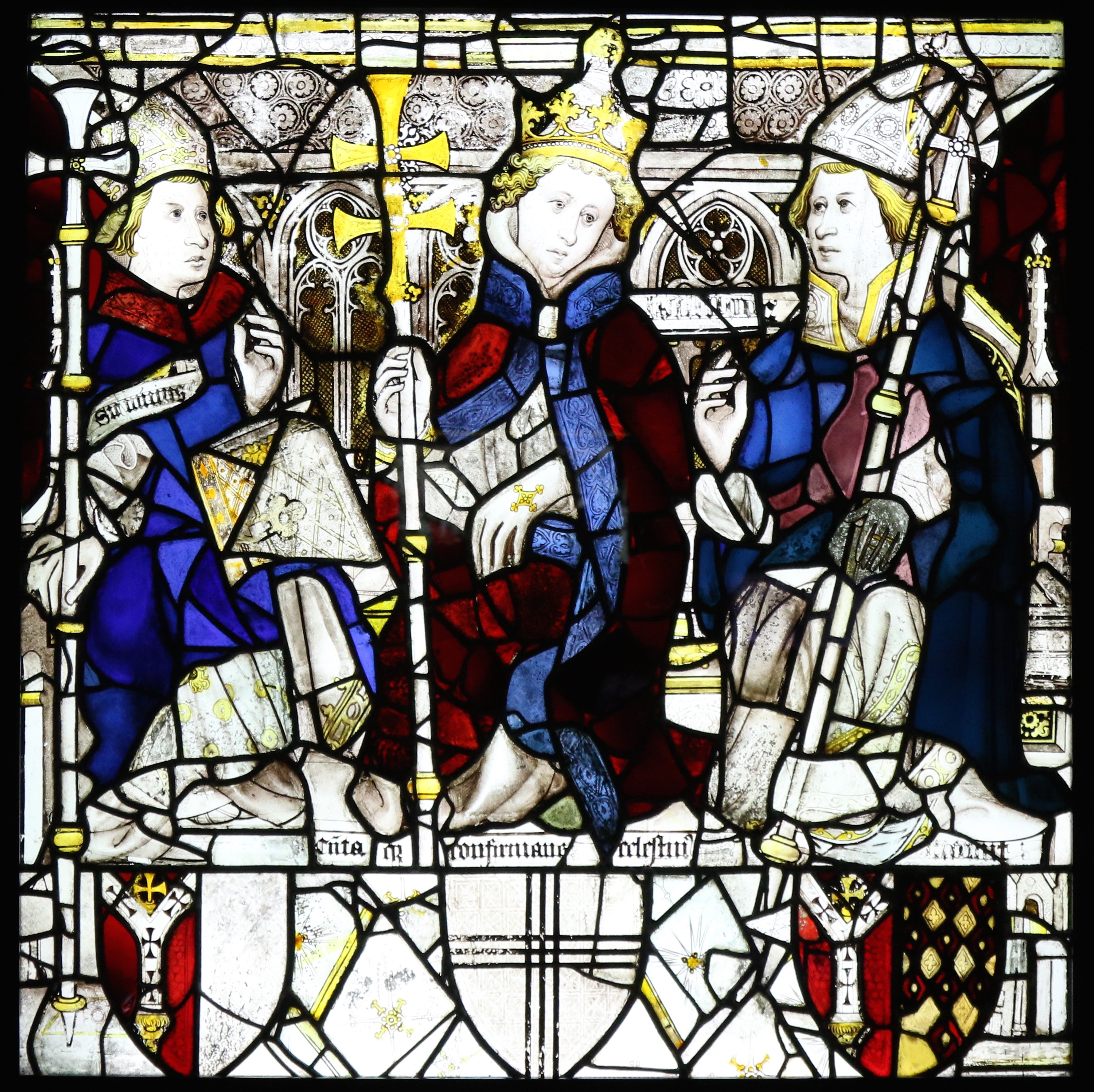
Cölestin II. (Mitte) mit St. Wilhelm von York (li.) und einem weiteren Bischof (Ostfenster im Münster von York von John Thornton, um 1420)

Guido von Città di Castello war der erste Offiziale der Römischen Kurie, der den Titel Magister trug. Er hatte in seiner Jugend Peter Abaelard in Paris gehört und war ihm zeit seines Lebens gewogen.
Vor seinem kurzen Pontifikat war er ab 1127 Kardinaldiakon von Santa Maria in Via Lata. In diesem Rang nahm er im Jahr 1131 an der Altarweihe in Morigny durch Papst Innozenz II. teil und traf dort seinen ehemaligen Lehrer.
Zum Kardinalpriester von San Marco wurde er im Jahr 1133 kreiert.
Im Jahr 1140 war er auf päpstlicher Mission in Frankreich, vor dem Konzil von Sens, welches Abaelard verurteilte. Guido wurde ebenso wie sein Kardinalskollege Hyazinth Bobo von Bernhard von Clairvaux verdächtigt, ein Verteidiger Abaelards an der römischen Kurie zu sein. Der Vorwurf bestand wohl nicht zu Unrecht. Guido brachte nach der öffentlichen Verbrennung der Bücher Abaelards in Rom im Frühsommer 1141 dessen Werke Theologia und das Sic-et-Non in die Bibliothek seiner Heimatstadt Città di Castello, um sie für die Nachwelt zu retten, gegen den päpstlichen Willen.
Nur zwei Tage nach Papst Innozenz’ Tod, am 26. September 1143, wurde Guido von Città di Castello zum Papst Coelestin II. gewählt. Diese Wahl eines Abaelard-Freundes macht die tiefe Kluft deutlich, die sich durch die römische Kurie zog. Guido, jetzt Papst Coelestin II., war sehr gelehrt. In seiner frommen Haltung und verbindlichen Art war er Abt Petrus Venerabilis von Cluny ähnlich. Doch zu dem Zeitpunkt, als er zum Papst gewählt wurde, lehnte sich das Volk von Rom gegen das Papsttum auf, und Guido konnte in dem halben Jahr seines Pontifikats, das ihm noch blieb, nur wenig bewirken.
Der wichtigste Akt seiner Amtszeit war die Absolution des bußfertigen Königs Ludwig VII. von Frankreich und die Aufhebung des Interdikts, das auf dem Land drei Jahre lang gelegen hatte. Das Bündnis seines Vorgängers mit König Roger II. von Sizilien löste er.
Papst Coelestin II. starb am 8. März 1144, vermutlich eines unnatürlichen Todes, wahrscheinlich durch eine Vergiftung.